# Ришарлизон (фудбалер, 1997)
Ришарлизон де Андраде (порт. Richarlison de Andrade; Нова Венесија, 10. мај 1997), често правописно неправилно као „Ришарлисон”, бразилски је фудбалер који игра на позицији нападача. Тренутно наступа за Тотенхем хотспер и репрезентацију Бразила.
Први клуб за који је играо као професионалац био је Америка Минеиро, одакле је прешао у Флуминенсе, где је за две сезоне са постигнутих 19 голова скренуо пажњу на себе. То је довело до његовог трансфера у Енглеску. Одиграо је једну сезону у Вотфорду, а потом четири у Евертону.
За репрезентацију Бразила дебитовао је 2018. године. Освојио је турнир Копа Америка 2019. и Летње олимпијске игре 2020.

## Статистика каријере

### Репрезентативна
Ажурирано 9. децембра 2022.
| Репрезентација | Година | Наступи | Голови |
| -------------- | ------ | ------- | ------ |
| Бразил         | 2018   | 6       | 3      |
| Бразил         | 2019   | 13      | 3      |
| Бразил         | 2020   | 4       | 2      |
| Бразил         | 2021   | 9       | 2      |
| Бразил         | 2022   | 10      | 10     |
| Укупно         | Укупно | 42      | 20     |